# 王家卿
王家卿（1522年—1568年），字應忠，號近溪，河南南陽衛人，官籍，明朝政治人物。同進士出身。

## 生平
嘉靖三十四年（1555年）乙卯科河南鄉試第四名舉人。嘉靖四十四年（1565年）中式乙丑科會試第三百七十二名，三甲第二百五十九名進士。大理寺观政，四十五年六月授舒城知县，隆慶二年（1568年）三月卒于任。

## 家族
曾祖王銳；祖父王繡；父王稷，母杠氏；繼母汪氏。弟家民（庠生）、家仁、家修。